# Stanisław Trybuła
Stanisław Czesław Trybuła (ur. 2 stycznia 1932 w Rafałówce na Wołyniu, zm. 28 stycznia 2008 we Wrocławiu) – polski matematyk i statystyk.

## Życiorys
Stanisław Trybuła był uczniem Państwowego Gimnazjum i Liceum w Rypinie, ale maturę zdawał jako ekstern Państwowego Liceum im. Kopernika w Toruniu w 1950 r. W 1950 roku rozpoczął studia matematyczne na Uniwersytecie Toruńskim, gdzie ukończył studia I stopnia. Studia magisterskie ukończył we Wrocławiu w 1955 roku i został przyjęty do pracy na Politechnice Wrocławskiej w Katedrze Matematyki. Praca magisterska dotyczyła pewnych zagadnień z teorii gier. Pracując naukowo pod kierunkiem prof. Hugona Steinhausa zajmował się rachunkiem prawdopodobieństwa, statystyką matematyczną oraz zagadnieniami z teorii funkcji decyzyjnych. W latach 1956–1959 był aspirantem w Instytucie Matematycznym PAN w Warszawie. W 1959 roku został kandydatem nauk matematycznych. Pracę doktorską pod kierunkiem prof. Hugona Steinhausa O minimaksowej estymacji obronił 31 października 1959 roku przed Radą Naukową Instytutu matematycznego Polskiej Akademii Nauk w Warszawie. Stopień doktora habilitowanego uzyskał 1968 roku na podstawie rozprawy Plany sekwencyjne i zmienne losowe. Przewód habilitacyjny przeprowadził na Wydziale Matematyki, Fizyki i Chemii Uniwersytetu Wrocławskiego. W 1973 r. został profesorem nadzwyczajnym, a w 1988 r. profesorem zwyczajnym nauk matematycznych. Na emeryturę przeszedł w 1998 r. Zmarł 28 stycznia 2008 r., został pochowany na Cmentarzu Osobowickim we Wrocławiu.

## Dorobek
Współpracował z Instytutem Automatyki Systemów Energetycznych we Wrocławiu. Po uzyskaniu stopnia doktora habilitowanego został kierownikiem Zakładu Teorii Sterowania w tym Instytucie, a następnie Zastępcą Dyrektora ds. Badań Podstawowych (1968-1972). Wspólnie z inżynierami rozwiązywał metodami matematycznymi znaczące problemy związane ze sterowaniem połączonych systemów energetycznych krajów RWPG.
Opublikował 102 prace samodzielnie i 38 współautorskich, w tym 2 monografie oraz podręczniki akademickie ze statystyki matematycznej i teorii gier. Po utworzeniu Wydziału Podstawowych Problemów Techniki w 1968 roku pełnił różne obowiązki w strukturach Politechniki Wrocławskiej. Przez kilka pierwszych lat od powstania studiów doktoranckich był ich kierownikiem. Wypromował wielu doktorów matematyki i nauk technicznych.

## Odznaczenia i nagrody
Za całokształt twórczości naukowej, dydaktycznej i wychowawczej uhonorowany został m.in. Krzyżem Kawalerskim Orderu Odrodzenia Polski (w 1974), Medalem „Zasłużony Nauczyciel” (w 1982) i Medalem Komisji Edukacji Narodowej (w 1985) oraz trzykrotnie nagrodą państwową (zespołową z zakresu zastosowań matematyki do energetyki w 1973 oraz indywidualną w 1978 i 1986 roku). W 1972 otrzymał przyznaną przez Polskie Towarzystwo Matematyczne Nagrodę Główną PTM za osiągnięcia w dziedzinie zastosowań matematyki ufundowana przez MNSWiT a w 1987 Nagrodę im. Hugona Steinhausa.

## Brydż
Stanisław Trybuła był wybitnym polskim brydżystą sportowym. Dwukrotnie zdobył mistrzostwo Polski par: w 1966 r. (z Maciejem Wołyńskim) i 1975 r. (z Ryszardem Jakubowskim). Miał tytuł mistrza międzynarodowego. Opracował konwencję licytacji forsującej po Staymanie znaną jako „transfer Trybuły”.